# فهرست آثار ملی استان لرستان

موقعیت استان لرستان در کشور

استان لرستان از استان‌های غربی ایران است. این استان ۲۹۳۰۸ کیلومتر مربع مساحت و بیش از یک میلیون و هفتصد و شصت هزار نفر جمعیت دارد. این استان سیزدهمین استان کشور از نظر جمعیت می‌باشد. خرم‌آباد مرکز استان است. طبق آمار سال ۱۳۸۵، خرم‌آباد بیستمین شهر بزرگ کشور است. لرستان سرزمینی کوهستانی است و غیر از چند دشت محدود، سراسر آن را کوه‌های زاگرس پوشانده است.

## آثار ثبت‌شده

### شهرستان الیگودرز
| ردیف | نام اثر                             | نگاره          | دیرینگی                                        | موقعیت                                                                                             | شمارهٔ ثبت | تاریخ ثبت  | منبع  |
| ---- | ----------------------------------- | -------------- | ---------------------------------------------- | -------------------------------------------------------------------------------------------------- | --------- | ---------- | ----- |
| ۱    | امامزاده قاسم                       |                | ایلخانیان                                      | شهر ازنا، روستای امامزاده قاسم ۳۳°۴۰′۱۲٫۰″ شمالی ۴۹°۳۰′۴۳٫۴″ شرقی / ۳۳٫۶۷۰۰۰۰°شمالی ۴۹٫۵۱۲۰۵۶°شرقی | ۱۷۵۷      | ۱۳۷۵/۰۸/۲۶ | [ ۲ ] |
| ۲    | قلعه ناکام                          | بارگذاری تصویر | قاجاریه                                        | بخش مرکزی، دهستان چمن سلطان، روستای آب باریک علیا                                                  | ۳۷۵۹      | ۱۳۸۰/۰۲/۱۸ | [ ۳ ] |
| ۳    | تپه قلاکهنه دوزان                   |                | تاریخی ـ اسلامی                                | جنوب روستای دوزان                                                                                  | ۴۳۵۲      | ۱۳۸۰/۰۹/۰۵ |       |
| ۴    | قلعه باجول آب باریک                 |                | اواخر قاجار                                    | روستای آب باریک                                                                                    | ۴۳۵۳      | ۱۳۸۰/۰۹/۰۵ |       |
| ۵    | تپه کیورز جلوگیر                    |                | پیش از تاریخ ـ تاریخی                          | ۱۰۰ متری روستای کیورزعلیا                                                                          | ۴۳۵۴      | ۱۳۸۰/۰۹/۰۵ |       |
| ۶    | تپه برناآباد                        |                | تاریخی ـ اسلامی                                | ۱۵۰۰ متری شمال جاده ازنا، الیگودرز                                                                 | ۴۳۵۵      | ۱۳۸۰/۰۹/۰۵ |       |
| ۷    | تپه باستانی کیورز امیرآباد (آتشکده) |                | تاریخی ـ اسلامی                                | ۳۵ کیلومتری ۷۰۰ متری شمال روستای کیورزامیرآباد                                                     | ۴۳۵۶      | ۱۳۸۰/۰۹/۰۵ |       |
| ۸    | تپه چمن نصیر                        |                | تاریخی                                         | روستای گلدونه                                                                                      | ۴۳۵۷      | ۱۳۸۰/۰۹/۰۵ |       |
| ۹    | تپه خرسیان (خرسیون)                 |                | پیش از تاریخ                                   | روستای خرسیان                                                                                      | ۴۳۵۸      | ۱۳۸۰/۰۹/۰۵ |       |
| ۱۰   | تپه ماستی قلعه                      |                | پیش از تاریخ                                   | یک کیلومتری شمال شرق روستای فهره                                                                   | ۴۳۵۹      | ۱۳۸۰/۰۹/۰۵ |       |
| ۱۱   | محوطه باستانی دریلان جوز            |                | تاریخی                                         | روستای دریلان جوز                                                                                  | ۴۳۶۰      | ۱۳۸۰/۰۹/۰۵ |       |
| ۱۲   | تپه باقرآباد                        |                | تاریخی ـ اسلامی                                | روستای باقرآباد                                                                                    | ۴۳۶۱      | ۱۳۸۰/۰۹/۰۵ |       |
| ۱۳   | تپه باستانی برم                     |                | تاریخی ـ اسلامی                                | روستای برم                                                                                         | ۴۳۶۲      | ۱۳۸۰/۰۹/۰۵ |       |
| ۱۴   | تپه باستانی شماره سه فیروزآباد      |                | تاریخی                                         | روستای فیروزآباد                                                                                   | ۴۳۶۳      | ۱۳۸۰/۰۹/۰۵ |       |
| ۱۵   | تپه مرادآباد فین سه (بردبرد)        |                | تاریخی ـ اسلامی                                | روستای برناآباد                                                                                    | ۴۳۶۴      | ۱۳۸۰/۰۹/۰۵ |       |
| ۱۶   | تپه باستانی دهله                    |                | پیش از تاریخ ـ تاریخی                          | روستای وهله                                                                                        | ۴۳۶۵      | ۱۳۸۰/۰۹/۰۵ |       |
| ۱۷   | تپه طاسل                            |                | اسلامی                                         | ۴۰ کیلومتری جنوب غربی ۱/۵ کیلومتری غرب روستای طاسل                                                 | ۴۳۸۷      | ۱۳۸۰/۰۹/۰۵ |       |
| ۱۸   | تپه خرمن جاخاک پتیه/ انتاکیه        |                | پیش از تاریخ ـ تاریخی ـ اسلامی                 | انتاکیه، روستای خاک پتیه                                                                           | ۴۳۸۸      | ۱۳۸۰/۰۹/۰۵ |       |
| ۱۹   | تپه‌های فیروزآباد (۱و۲)              |                | تاریخی ـ اسلامی                                | روستای فیروزآباد                                                                                   | ۴۳۸۹      | ۱۳۸۰/۰۹/۰۵ |       |
| ۲۰   | تپه‌های (۱و۲) روستای ده نو           |                | تاریخی                                         | یک کیلومتری جنوب شرقی روستای ده نو                                                                 | ۴۳۹۰      | ۱۳۸۰/۰۹/۰۵ |       |
| ۲۱   | تپه باستانی ازناملمک                |                | پیش از تاریخ ـ تاریخی                          | شمال غرب کوه خوشه، غرب روستای ازنا ملمک                                                            | ۴۳۹۱      | ۱۳۸۰/۰۹/۰۵ |       |
| ۲۲   | تپه شماره چهار فیروزآباد (گلیله)    |                | تاریخی ـ اسلامی                                | ۱ک م جنوب غرب روستای فیروز آباد، ۷۰۰ متری شمال وهله                                                | ۴۷۴۸      | ۱۳۸۰/۱۱/۲۳ |       |
| ۲۳   | تپه‌های یک و دو کانه سرخ             |                | اواخر تاریخی ـ قرون اولیه اسلامی ـ قرن ۵ و ۶ ق | بخش مرکزی، روستای کانه سرخ                                                                         | ۹۹۹۷      | ۱۳۸۲/۰۶/۲۳ |       |
| ۲۴   | سد دختر کزنار                       |                | تاریخی                                         | ۵ کیلومتری شمال شرق بخش مرکزی، شمال روستای کزنار                                                   | ۹۹۹۸      | ۱۳۸۲/۰۶/۲۳ |       |
| ۲۵   | گورستان خرپشته‌ای ماهی چال           |                | برنز میانی                                     | بخش مرکزی، کنار جاده الیگودرزبه روستای خاکبتیه، جنب پرورش ماهی                                     | ۱۱۲۳۴     | ۱۳۸۳/۰۹/۰۷ |       |
| ۲۶   | محوطه باغ حاج نصرت                  |                | پیش از تاریخ                                   | بخش مرکزی، دهستان بربرودغربی، ۴۰۰ م غرب روستای قدیم حوضیان                                         | ۱۱۷۴۰     | ۱۳۸۳/۱۲/۲۴ |       |
| ۲۷   | محوطه تخته امیر پهلوون ۱و۲          |                | عصر آهن III                                    | بخش مرکزی، دهستان بربرود غربی، ۶۰۰ م غرب پل حوضیان                                                 | ۱۱۷۴۱     | ۱۳۸۳/۱۲/۲۴ |       |
| ۲۸   | تپه روباه                           |                | پیش از تاریخ ـ تاریخی                          | الیگودرز، جنوب میدان آزادگان، انتهای بلوار غربی                                                    | ۱۱۷۶۵     | ۱۳۸۴/۰۳/۰۴ |       |
| ۲۹   | تپه طلا شور قدبرا                   |                | تاریخی ـ اسلامی                                | بخش مرکزی، دهستان پاچه لک شرقی، روستای قدبرا، ۳ کیلومتری جاده کمربندی الیگودرز به ازنا             | ۱۷۶۰۸     | ۱۳۸۵/۱۲/۰۶ |       |
| ۳۰   | تپه پشت قلعه                        |                | اشکانی ـ قرون ۶ تا ۸ ق                         | بخش بشارت، دهستان پیشکوه ذلقی، ۲/۴ کیلومتری جنوب روستای کرکبود                                     | ۲۲۷۷۸     | ۱۳۸۷/۰۳/۰۷ |       |
| ۳۱   | محوطه خرسیان ۲                      |                | قرن ۶ تا ۸ ق                                   | بخش بشارت، دهستان پیشکوه ذلقی، روستای خرسیان                                                       | ۲۲۷۷۹     | ۱۳۸۷/۰۳/۰۷ |       |
| ۳۲   | تپه بالاده                          |                | تاریخی ـ قرون اولیه اسلامی                     | بخش بشارت، دهستان پیشکوه ذلقی، چسبیده به ضلع جنوب شرقی روستای حرآباد علیا                          | ۲۲۷۸۰     | ۱۳۸۷/۰۳/۰۷ |       |
| ۳۳   | محوطه میان رود                      |                | تاریخی                                         | بخش بشارت، دهستان پیشکوه ذلقی، ۲۰۰ م شرق روستای درمنی                                              | ۲۲۷۸۱     | ۱۳۸۷/۰۳/۰۷ |       |
| ۳۴   | تپه امید                            |                | تاریخی                                         | بخش بشارت، دهستان پیشکوه ذلقی، ۲۰۰ م شمال شرقی روستای خاک بتیه                                     | ۲۲۷۸۲     | ۱۳۸۷/۰۳/۰۷ |       |
| ۳۵   | محوطه قلعه مورچه                    |                | ساسانی                                         | بخش بشارت، دهستان پیشکوه ذلقی، ۱۵۰ م شرق روستای دره ماهی                                           | ۲۲۷۸۳     | ۱۳۸۷/۰۳/۰۷ |       |
| ۳۶   | تپه قلعه برآفتاب کرکبود             |                | اشکانی ـ قرون ۶ تا ۸ ه‍.ق                        | بخش بشارت، دهستان پیشکوه ذلقی، ۲/۵ کیلومتری جنوب روستای کرکبود                                     | ۲۲۷۸۴     | ۱۳۸۷/۰۳/۰۷ |       |
| ۳۷   | تپه توکه مازه پیان                  |                | کالکولتیک                                      | بخش بشارت، دهستان پیشکوه ذلقی، ۸۰۰ م شرق روستای قلعه پاچه                                          | ۲۲۷۸۵     | ۱۳۸۷/۰۳/۰۷ |       |
| ۳۸   | محوطه عباس برفی                     |                | قرون ۶ تا ۸ ق                                  | بخش بشارت، دهستان پیشکوه ذلقی، ۱۰۰ م جنوب روستای عباس برفی                                         | ۲۲۷۸۶     | ۱۳۸۷/۰۳/۰۷ |       |
| ۳۹   | تپه سرگر                            |                | سلوکی ـ اشکانی                                 | بخش بشارت، دهستان پیشکوه ذلقی، ۲۰۰ م جنوب شرقی روستای شیرالی                                       | ۲۲۷۸۷     | ۱۳۸۷/۰۳/۰۷ |       |
| ۴۰   | تپه شیرالی                          |                | تاریخی                                         | بخش بشارت، دهستان پیشکوه ذلقی، ۱۵۰ م جنوب شرقی روستای شیرالی                                       | ۲۲۷۸۸     | ۱۳۸۷/۰۳/۰۷ |       |
| ۴۱   | تپه کلاده کهنه                      |                | ایلخانی                                        | بخش بشارت، دهستان پیشکوه ذلقی، ۲/۵ک. م جنوب شرقی روستای باغ                                        | ۲۲۷۸۹     | ۱۳۸۷/۰۳/۰۷ |       |
| ۴۲   | تپه مازه                            |                | آهن                                            | بخش بشارت، دهستان پیشکوه ذلقی، ۲۰۰ م جنوب غربی روستای خاک بتیه                                     | ۲۲۷۹۰     | ۱۳۸۷/۰۳/۰۷ |       |
| ۴۳   | محوطه برآفتاب ۲                     |                | قرون میانه اسلامی                              | بخش بشارت، دهستان پیشکوه ذلقی، ۱/۶ کیلومتری غرب روستای دره ماهی                                    | ۲۵۲۲۸     | ۱۳۸۷/۱۲/۱۸ |       |
| ۴۴   | محوطه برآفتاب ۱                     |                | تاریخی                                         | بخش بشارت، دهستان پیشکوه ذلقی، ۱/۷ کیلومتری غرب روستای دره ماهی                                    | ۲۵۲۲۹     | ۱۳۸۷/۱۲/۱۸ |       |
| ۴۵   | محوطه گندلستان                      |                | تاریخی                                         | بخش بشارت، دهستان پیشکوه ذلقی، ۴۰۰ م جنوب شرقی روستای هندیله                                       | ۲۵۲۳۰     | ۱۳۸۷/۱۲/۱۸ |       |
| ۴۶   | محوطه خرمن دهگاه                    |                | قرون میانه اسلامی                              | بخش بشارت، دهستان پیشکوه ذلقی، ۱۵۰ م غرب روستای دهگاه                                              | ۲۵۲۴۳     | ۱۳۸۷/۱۲/۱۸ |       |
| ۴۷   | تپه سنگر رضا خانی                   |                | قرون میانه اسلامی                              | بخش بشارت، دهستان پیشکوه ذلقی، ۵۰ م شمال روستای سنگر                                               | ۲۵۲۴۴     | ۱۳۸۷/۱۲/۱۸ |       |
| ۴۸   | محوطه جو بالا                       |                | قرون اولیه و میانه اسلامی                      | بخش بشارت، دهستان پیشکوه ذلقی، ۳۰۰ م غرب روستای کاکلستان علیا                                      | ۲۵۲۴۵     | ۱۳۸۷/۱۲/۱۸ |       |
| ۴۹   | تپه دره ارجنک                       |                | قرون میانه اسلامی                              | بخش بشارت، دهستان پیشکوه ذلقی، ۶ کیلومتری غرب روستای گیلان                                         | ۲۵۲۴۶     | ۱۳۸۷/۱۲/۱۸ |       |
| ۵۰   | محوطه چاله چنار                     |                | قرون میانه اسلامی                              | بخش بشارت، دهستان پیشکوه ذلقی، ۲/۳ کیلومتری غرب روستای گیلان                                       | ۲۵۲۴۷     | ۱۳۸۷/۱۲/۱۸ |       |
| ۵۱   | محوطه بدرآباد                       |                | تاریخی ـ قرون میانه اسلامی                     | بخش بشارت، دهستان پیشکوه ذلقی، دو کیلومتری غرب روستای گیلان                                        | ۲۵۲۴۸     | ۱۳۸۷/۱۲/۱۸ |       |
| ۵۲   | تپه چهل بتان ۱                      |                | تاریخی                                         | بخش بشارت، دهستان پیشکوه ذلقی، ۲۵۰ م جنوب غربی روستای قلیان، ۱۵۰ م جنوب غربی پاسگاه قلیان          | ۲۵۲۴۹     | ۱۳۸۷/۱۲/۱۸ |       |
| ۵۳   | محوطه چشمه کرکبود                   |                | صفویه تا قاجاریه                               | بخش بشارت، دهستان پیشکوه ذلقی، ۲۵۰م غرب روستای کر کبود                                             | ۲۵۲۵۰     | ۱۳۸۷/۱۲/۱۸ |       |
| ۵۴   | محوطه برآفتاب بالا                  |                | تاریخی                                         | بخش بشارت، دهستان پیشکوه ذلقی، ۱/۵ کیلومتری غرب روستای دره ماهی                                    | ۲۵۲۵۱     | ۱۳۸۷/۱۲/۱۸ |       |
| ۵۵   | محوطه قلیان                         |                | قرون ۶ تا ۸ ق                                  | بخش بشارت، دهستان پیشکوه ذلقی، یک کیلومتری جنوب شرقی روستای قلیان                                  | ۲۵۲۵۲     | ۱۳۸۷/۱۲/۱۸ |       |
| ۵۶   | تپه چقاوقفی                         |                | تاریخی ـ سلجوقی                                | بخش بشارت، دهستان پیشکوه ذلقی، روستای چقاوقفی                                                      | ۲۵۲۵۳     | ۱۳۸۷/۱۲/۱۸ |       |
| ۵۷   | محوطه دهگاه                         |                | تاریخی                                         | بخش بشارت، دهستان پیشکوه ذلقی، ۱۰۰ م غرب روستای دهگاه                                              | ۲۵۲۵۴     | ۱۳۸۷/۱۲/۱۸ |       |
| ۵۸   | تپه قلا                             |                | آهن                                            | بخش بشارت، دهستان پیشکوه ذلقی، یک کیلومتری شمال شرقی روستای اسلام‌آباد                              | ۲۵۲۵۵     | ۱۳۸۷/۱۲/۱۸ |       |
| ۵۹   | محوطه کرکبودکهنه                    |                | صفویه                                          | بخش بشارت، دهستان پیشکوه ذلقی، ۱۰۰ م غرب روستای کرکبود                                             | ۲۵۲۵۶     | ۱۳۸۷/۱۲/۱۸ |       |
| ۶۰   | تپه دول آسیاب                       |                | آهن                                            | بخش بشارت، دهستان پیشکوه ذلقی، ۳ کیلومتری جنوب شرقی روستای قلیان                                   | ۲۵۲۵۷     | ۱۳۸۷/۱۲/۱۸ |       |
| ۶۱   | تپه قلعه پاچه ۳                     |                | تاریخی                                         | بخش بشارت، دهستان پیشکوه ذلقی، ۳۵۰ م غرب روستای قلعه پاچه                                          | ۲۵۲۵۸     | ۱۳۸۷/۱۲/۱۸ |       |
| ۶۲   | تپه زوردزار                         |                | قرون میانه اسلامی                              | بخش بشارت، دهستان پیشکوه ذلقی، ۷۰۰ م جنوب شرقی روستای باغ لطفیان                                   | ۲۵۲۵۹     | ۱۳۸۷/۱۲/۱۸ |       |
| ۶۳   | محوطه استل دیمه                     |                | آهن                                            | بخش بشارت، دهستان پیشکوه ذلقی، ۳ کیلومتری شمال روستای کرکبود                                       | ۲۵۲۶۰     | ۱۳۸۷/۱۲/۱۸ |       |
| ۶۴   | تپه دل زه                           |                | قرون میانه اسلامی                              | بخش بشارت، دهستان پیشکوه ذلقی، ۴۰۰ م جنوب شرقی روستای شرالی                                        | ۲۵۲۶۱     | ۱۳۸۷/۱۲/۱۸ |       |
| ۶۵   | تپه چهل بتان ۲                      |                | تاریخی                                         | بخش بشارت، دهستان پیشکوه ذلقی، ۳۰۰ م جنوب غربی روستای قلیان، ۲۰۰ م جنوب غربی پاسگاه قلیان          | ۲۵۲۶۲     | ۱۳۸۷/۱۲/۱۸ |       |
| ۶۶   | تپه آب دوغ                          |                | تاریخی                                         | بخش بشارت، دهستان پیشکوه ذلقی، ۵۰۰ م شرق روستای درکول                                              | ۲۵۲۶۶     | ۱۳۸۷/۱۲/۱۸ |       |
| ۶۷   | تپه بردبناب                         |                | تاریخی ـ قرون میانه اسلامی                     | بخش بشارت، دهستان پیشکوه ذلقی، ۱/۲ کیلومتری غرب روستای نخودکار                                     | ۲۵۲۷۶     | ۱۳۸۷/۱۲/۱۸ |       |
| ۶۸   | تپه قلعه پاچه ۲                     |                | تاریخی                                         | بخش بشارت، دهستان پیشکوه ذلقی، ۳۵۰ م غرب روستای قلعه پاچه                                          | ۲۵۲۷۷     | ۱۳۸۷/۱۲/۱۸ |       |
| ۶۹   | تپه وزم ۱                           |                | تاریخی                                         | بخش بشارت، دهستان پیشکوه ذلقی، یک کیلومتری غرب روستای دره ماهی                                     | ۲۶۱۷۵     | ۱۳۸۷/۱۲/۲۶ |       |

### شهرستان دلفان
| ردیف | نام اثر                          | نگاره          | دیرینگی                                                               | موقعیت                                                                            | شمارهٔ ثبت | تاریخ ثبت  | منبع  |
| ---- | -------------------------------- | -------------- | --------------------------------------------------------------------- | --------------------------------------------------------------------------------- | --------- | ---------- | ----- |
| ۱    | تپه کفراج                        | بارگذاری تصویر |                                                                       | روستای کفراج (پاقلا)                                                              | ۳۰۴۹      | ۱۳۷۹/۱۲/۲۵ | [ ۴ ] |
| ۲    | تپه مردآویز                      | بارگذاری تصویر | پیش از تاریخ ـ تاریخی                                                 | شهرنورآباد، کنار روستای مرادآباد نورعلی                                           | ۴۱۵۴      | ۱۳۸۰/۰۷/۱۰ | [ ۵ ] |
| ۳    | تپه شهین‌آباد/ شهن تاج            |                | پیش از تاریخ                                                          | دهستان میربگ شمالی                                                                | ۴۱۵۵      | ۱۳۸۰/۰۷/۱۰ |       |
| ۴    | تپه زالی دوآب                    |                | نوسنگی ـ عصر آهن ـ اسلامی                                             | شهرنورآباد، بخش مرکزی، دهستان خاوه جنوبی، روستای زالی دوآب                        | ۴۱۵۶      | ۱۳۸۰/۰۷/۱۰ |       |
| ۵    | تپه حسن گاویار                   |                | هزاره یک ق.                                                           | شهر نورآباد، بخش مرکزی، دهستان میربگ، جنوب روستای دیماندول                        | ۴۱۵۷      | ۱۳۸۰/۰۷/۱۰ |       |
| ۶    | تپه ورشون/ گلباغ                 |                | نوسنگی ـ برنز (مفرغ) ـ هزاره یک ق‌م                                    | شهرنورآباد، بخش مرکزی، دهستان نورآباد، روستای گلباغی                              | ۴۱۵۸      | ۱۳۸۰/۰۷/۱۰ |       |
| ۷    | تپه گلباغی                       |                | نوسنگی ـ تاریخی                                                       | شهرنورآباد، بخش مرکزی، دهستان نورآباد، روستای گلباغی                              | ۴۱۵۹      | ۱۳۸۰/۰۷/۱۰ |       |
| ۸    | چغا علی‌آباد                      |                | برنز (مفرغ ـ اشکانی (پارت)                                            | شهرنورآباد، بخش مرکزی، دهستان میربگ شمالی، روستای علی‌آباد                         | ۴۱۶۰      | ۱۳۸۰/۰۷/۱۰ |       |
| ۹    | تپه باباجان (دلفان)              |                | برنز (مفرغ) ـ عصر آهن                                                 | شهرنورآباد، جنوب غرب روستای نور آباد                                              | ۴۱۶۱      | ۱۳۸۰/۰۷/۱۰ |       |
| ۱۰   | تپه دوری جار/ دوشه جار           |                | پارینه سنگی                                                           | شهر نورآباد، بخش مرکزی، دهستان میربگ، جنوبی روستای کردکانه بالا                   | ۴۱۶۲      | ۱۳۸۰/۰۷/۱۰ |       |
| ۱۱   | تپه نعمت الهی                    |                | نوسنگی بدون سفال (PPN)                                                | شهرنور آباد، بخش مرکزی، دهستان خاوه شمالی، روستای چراغ                            | ۴۲۵۹      | ۱۳۸۰/۰۹/۰۵ |       |
| ۱۲   | تپه گوهر گوش                     |                | پیش از تاریخ ـ تاریخی                                                 | شهرنور آباد، بخش مرکزی، دهستان میربگ شمالی روستای فتاح آباد                       | ۴۲۶۰      | ۱۳۸۰/۰۹/۰۵ |       |
| ۱۳   | محوطه باستانی دره دیمه           |                | نوسنگی ـ تاریخی                                                       | شهرنورآباد، بخش مرکزی، دهستان نور آباد، روستای چشمه رشنو                          | ۴۲۶۱      | ۱۳۸۰/۰۹/۰۵ |       |
| ۱۴   | تپه عبدالحسین                    |                | نوسنگی                                                                | شهرنور آباد، بخش مرکزی، دهستان خاوه شمالی روستای عبدالحسین                        | ۴۲۶۲      | ۱۳۸۰/۰۹/۰۵ |       |
| ۱۵   | تپه خرم چیا                      |                | نوسنگی ـ برنز (مفرغ) ـ عصر آهن III                                    | شهرنور آباد، بخش مرکزی، دهستان میربگ جنوبی روستای چراغ غ آباد                     | ۴۲۶۳      | ۱۳۸۰/۰۹/۰۵ |       |
| ۱۶   | تپه زلیوا                        |                | نوسنگی ـ برنز (مفرغ) ـ اشکانی (پارت)                                  | شهرنور آباد، بخش مرکزی، دهستان خاوه شمالی روستای زلیوا                            | ۴۲۶۴      | ۱۳۸۰/۰۹/۰۵ |       |
| ۱۷   | تپه چغا صیفل                     |                | نوسنگی ـ برتر ـ آهن                                                   | شهرنور آباد، بخش مرکزی، دهستان خاوه شمالی، بین روستای ایرانشهر، زلیوا             | ۴۲۶۵      | ۱۳۸۰/۰۹/۰۵ |       |
| ۱۸   | چغا کبود                         |                | پیش از تاریخ ـ تاریخی                                                 | شهرنورآباد، خاده شمالی دهستان کفراج، شمال رود کفراج                               | ۴۲۶۶      | ۱۳۸۰/۰۹/۰۵ |       |
| ۱۹   | تپه گندم بان (حبیب وند)          |                | پیش از تاریخ ـ تاریخی ـ اسلامی                                        | شهرنورآباد، دهستان خاده شمالی، روستای حبیب وند گندم بان                           | ۴۳۸۴      | ۱۳۸۰/۰۹/۰۵ |       |
| ۲۰   | تپه کرنا چیا (تپه حمام)          |                | پیش از تاریخ ـ تاریخی ـ اسلامی                                        | بخش میربگ، شمال روستای یار آباد                                                   | ۴۷۰۷      | ۱۳۸۰/۱۰/۱۱ |       |
| ۲۱   | تپه مؤمن‌زمین                     |                | پیش از تاریخ                                                          | دهستان میربگ جنوبی، جنوب شرقی روستای حاج اصغر                                     | ۴۷۴۶      | ۱۳۸۰/۱۱/۲۳ |       |
| ۲۲   | چغا چمن                          |                | پیش از تاریخ ـ تاریخی ـ اسلامی                                        | دهستان میربگ شمالی، جنوب شهرک امام و جنوب گذر آب فصلی و جاده شهرک امام به نورآباد | ۴۷۴۷      | ۱۳۸۰/۱۱/۲۳ |       |
| ۲۳   | تپه ولی‌آباد کوله مرز             |                | تاریخی ـ اسلامی                                                       | بخش مرکزی، دهستان نورآباد، شمال شرق روستای ولی آباد کوله مرز                      | ۴۷۷۷      | ۱۳۸۰/۱۱/۲۳ |       |
| ۲۴   | تپه توره ریز تنگ پری             |                | پیش از تاریخ                                                          | بخش کاکاوند، دهستان ایتیوند جنوبی، شمال شرق روستای تنگ پری سفلی                   | ۴۷۷۸      | ۱۳۸۰/۱۱/۲۳ |       |
| ۲۵   | تپه سیکوند                       |                | پیش از تاریخ ـ تاریخی ـ اسلامی                                        | بخش مرکزی، دهستان نور علی، جنوب روستای سیکوند وچواری                              | ۴۷۷۹      | ۱۳۸۰/۱۱/۲۳ |       |
| ۲۶   | تپه نام چیا                      |                | پیش از تاریخ                                                          | بخش کاکاوند، دهستان ایتیوند جنوبی، شمال روستای خوشنام جنوب شرق روستای قمش         | ۴۷۸۰      | ۱۳۸۰/۱۱/۲۳ |       |
| ۲۷   | تپه مراد آباد نورعلی             |                | پیش از تاریخ                                                          | بخش مرکزی، دهستان نوراباد، شمال روستای مراد اّباد                                  | ۴۷۸۱      | ۱۳۸۰/۱۱/۲۳ |       |
| ۲۸   | غار اسب                          |                | پیش از تاریخ                                                          | بخش کاکاوند، دهستان اپتیوند شمالی شرق روستای مراد آباد پیر دوستی                  | ۴۸۷۵      | ۱۳۸۰/۱۲/۱۹ |       |
| ۲۹   | تپه آرامگاه نوح نبی              |                | پیش از تاریخ ـ اشکانی (پارت) ـ اسلامی                                 | دهستان ایتیوندجنوبی جنوب غرب روستای قمش وشمال روستای خوشنام                       | ۴۸۷۶      | ۱۳۸۰/۱۲/۱۹ |       |
| ۳۰   | تپه گنبد میران بیگ (گمه میرومبگ) |                | پیش از تاریخ ـ تاریخی                                                 | بخش مرکزی، دهستان نور علی، شمال روستای نور اسدآباد وسطی                           | ۵۰۶۰      | ۱۳۸۰/۱۲/۲۵ |       |
| ۳۱   | تپه هزار منی                     |                | پیش از تاریخ ـ تاریخی                                                 | بخش کاکاوند، دهستان ایتیوند شمال شرقی روستای یارولی                               | ۵۰۶۱      | ۱۳۸۰/۱۲/۲۵ |       |
| ۳۲   | تپه سرآب احمدوند نور علی         |                | پیش از تاریخ                                                          | بخش مرکزی، دهستان نور آباد، شرق روستای سرآب احمدوند نور علی                       | ۵۰۶۲      | ۱۳۸۰/۱۲/۲۵ |       |
| ۳۳   | تپه چیا خسروخانی                 |                | پیش از تاریخ ـ تاریخی                                                 | بخش کاکاوند، دهستان ایتیوند، جنوب روستای خسروخانی                                 | ۵۰۶۳      | ۱۳۸۰/۱۲/۲۵ |       |
| ۳۴   | تپه ریسه                         |                | پیش از تاریخ ـ تاریخی                                                 | بخش کاکاوند، دهستان ایتیوند جنوبی، شرق روستای ریسه                                | ۵۰۶۴      | ۱۳۸۰/۱۲/۲۵ |       |
| ۳۵   | تپه چیا غلامعلی                  |                | پیش از تاریخ ـ تاریخی                                                 | بخش مرکزی، دهستان نورعلی، شرق و شمال روستای اسدآبادی سفلی                         | ۵۰۶۵      | ۱۳۸۰/۱۲/۲۵ |       |
| ۳۶   | تپه چیابالاجو                    |                | پیش از تاریخ ـ تاریخی                                                 | بخش مرکزی، دهستان نور آباد، جنوب روستای زرد آلو                                   | ۵۰۶۶      | ۱۳۸۰/۱۲/۲۵ |       |
| ۳۷   | تپه حسن‌آباد سنجابی               |                | پیش از تاریخ ـ تاریخی ـ اسلامی                                        | بخش مرکزی، دهستان نور علی، غرب روستای حسن‌آباد سنجابی                              | ۵۰۶۷      | ۱۳۸۰/۱۲/۲۵ |       |
| ۳۸   | تپه قاسم‌آباد                     |                | پیش از تاریخ ـ تاریخی                                                 | بخش کاکاوند، دهستان ایتیوند شمالی، شرق روستای یارولی                              | ۵۰۶۸      | ۱۳۸۰/۱۲/۲۵ |       |
| ۳۹   | تپه پشت داریل                    |                | پیش از تاریخ                                                          | بخش مرکزی، ۳ کیلومتری شمال غرب شهر نور آباد، روستای الفت آباد                     | ۵۰۶۹      | ۱۳۸۰/۱۲/۲۵ |       |
| ۴۰   | تپه حسین (چیا ملاحسین)           |                | پیش از تاریخ ـ تاریخی                                                 | بخش مرکزی، دهستان خاوه شمالی جنوب شرق روستای اکبر آباد                            | ۵۹۳۸      | ۱۳۸۱/۰۵/۰۸ |       |
| ۴۱   | تپه ایمان‌آباد بالا               |                | عصر آهن ـ اشکانی (پارت)                                               | بخش کاکاوند، دهستان ایتیوند شمالی، شمال روستای ایمان آباد بالا                    | ۷۱۵۲      | ۱۳۸۱/۱۱/۱۲ |       |
| ۴۲   | تپه چیاموره                      |                | پیش از تاریخ ـ تاریخی ـ اسلامی                                        | بخش مرکزی، دهستان نور آباد، روستای کرم آباد                                       | ۷۱۵۳      | ۱۳۸۱/۱۱/۱۲ |       |
| ۴۳   | تپه ایمان‌آباد پائین              |                | عصر آهن ـ اشکانی (پارت) ـ قرون اولیه اسلامی                           | بخش کاکاوند، دهستان ایتیوند شمالی، روستای ایمان آباد پائین                        | ۷۱۵۴      | ۱۳۸۱/۱۱/۱۲ |       |
| ۴۴   | تپه پاچیا                        |                | نوسنگی ـ برنز (مفرغ)                                                  | بخش مرکزی، دهستان نورعلی، بین روستای کلم بحری پائین و سرآب غضنفر                  | ۷۱۵۵      | ۱۳۸۱/۱۱/۱۲ |       |
| ۴۵   | تپه توپخانه دو                   |                | پیش از تاریخ ـ تاریخی ـ اسلامی                                        | بخش کاکاوند، دهستان کاکاوند شرقی، روستای کشور قلعه محمد                           | ۷۹۵۹      | ۱۳۸۱/۱۲/۱۷ |       |
| ۴۶   | تپه چیا نظام                     |                | کالکولتیک (مس و سنگ) تا قرون اولیه اسلامی                             | لرستان، بخش مرکزی، دهستان نور آباد، روستای خان آباد                               | ۷۹۶۷      | ۱۳۸۱/۱۲/۱۷ |       |
| ۴۷   | تپه زرین جو                      |                | کالکولتیک (مس و سنگ) ـ عصر آهن II ـ اشکانی (پارت) ـ قرن ۵ ق           | بخش کاکاوند، دهستان ایتیوند شمالی، روستای زرین جو                                 | ۱۰۰۰۷     | ۱۳۸۲/۰۶/۲۳ |       |
| ۴۸   | تپه بدون نام ۱۸۰                 |                | برنز میانی                                                            | بخش کاکاوند، دهستان کاکاوند شرقی، روستای ورمله                                    | ۱۰۰۰۸     | ۱۳۸۲/۰۶/۲۳ |       |
| ۴۹   | تپه چیا خشه                      |                | مس سنگ ـ برنز ـ پارتی ـ اسلامی قرون ۴ و ۳ ق                           | بخش مرکزی، دهستان نور آباد، روستای‌هاشم‌آباد                                        | ۱۰۰۰۹     | ۱۳۸۲/۰۶/۲۳ |       |
| ۵۰   | تپه چغا قمر                      |                | نوسنگی ـ کالکولتیک (مس و سنگ) ـ قرن ۳ وقرن ۵ ق                        | بخش مرکزی، دهستان میریگ شمالی، شرق روستای شیخ‌آباد                                 | ۱۰۰۱۰     | ۱۳۸۲/۰۶/۲۳ |       |
| ۵۱   | تپه چیامهره                      |                | برنز (مفرغ) ـ عصر آهن ـ اشکانی (پارت) ـ اسلامی                        | بخش کاکاوند، دهستان ایتیوند شمالی، روستای پشت تنگ دوستعلی                         | ۱۰۰۱۱     | ۱۳۸۲/۰۶/۲۳ |       |
| ۵۲   | تپه چیا نسه                      |                | نوسنگی با سفال (PN) ـ کالکولتیک (مس و سنگ)                            | بخش کاکاوند، دهستان کاکاوند شرقی، روستای حسین خانی                                | ۱۰۰۱۲     | ۱۳۸۲/۰۶/۲۳ |       |
| ۵۳   | تپه چیا حسین خانی                |                | کالکولتیک (مس و سنگ) جدید ـ برنز جدید ـ عصر آهن III                   | بخش کاکاوند، دهستان کاکاوند شرقی، روستای حسین خانی                                | ۱۰۰۱۳     | ۱۳۸۲/۰۶/۲۳ |       |
| ۵۴   | تپه مراد ویسی                    |                | کالکولتیک (مس و سنگ) جدید ـ برنز میانی ـ عصر آهن II                   | بخش کاکاوند، دهستان کاکاوند شرقی، روستای چمن باوله                                | ۱۰۰۱۴     | ۱۳۸۲/۰۶/۲۳ |       |
| ۵۵   | تپه بابا محمد سنجابی ۱           |                | نوسنگی تا اشکانی (پارت)                                               | بخش کاکاوند، دهستان ایتیوند شمالی، جنوب غرب روستای سنجابی                         | ۱۰۰۱۵     | ۱۳۸۲/۰۶/۲۳ |       |
| ۵۶   | راه باستانی تنگ گاشمار           |                | تاریخی                                                                | بخش مرکزی، دهستان میریگ جنوبی، محله تنگ گاشمار                                    | ۱۰۰۱۶     | ۱۳۸۲/۰۶/۲۳ |       |
| ۵۷   | پناهگاه سنگی گل ناب              |                | میان سنگی (زارزین) ـ نوسنگی بدون سفال (PPN)                           | بخش کاکاوند، دهستان ایتیوند جنوبی، روستای چشمه کلان                               | ۱۰۰۱۷     | ۱۳۸۲/۰۶/۲۳ |       |
| ۵۸   | تپه پشت تنگ دوستعلی              |                | نوسنگی و کالکولتیک (مس و سنگ) ـ برنز (مفرغ) ـ عصر آهن ـ اشکانی (پارت) | بخش کاکاوند، دهستان ایتیوند شمالی، روستای پشت تنگ دوستعلی                         | ۱۰۰۱۸     | ۱۳۸۲/۰۶/۲۳ |       |
| ۵۹   | تپه شرف ده کبود                  |                | اشکانی (پارت)                                                         | بخش مرکزی، دهستان نورعلی، شمال شرق روستای ده کبودچواری                            | ۱۱۲۲۸     | ۱۳۸۳/۰۹/۰۷ |       |
| ۶۰   | تپه شهبازآباد                    |                | اشکانی (پارت)                                                         | بخش مرکزی، دهستان نورعلی، شرق روستای شهباز آباد                                   | ۱۱۲۲۹     | ۱۳۸۳/۰۹/۰۷ |       |
| ۶۱   | محوطه باباجیلان                  |                | آهن ـ تاریخی                                                          | بخش کاکووندغربی، دهستان ایتیوند جنوبی، دو کیلومتری شمال روستای باباجیلان          | ۲۰۰۶۱     | ۱۳۸۶/۰۸/۲۲ |       |
| ۶۲   | تپه نورآباد/ پارک‌هاشمی           |                | مفرغ ـ تاریخی                                                         | بخش مرکزی، دهستان نورآباد، جنب میدان بعثت، پارک آیت … هاشمی                       | ۲۴۳۸۲     | ۱۳۸۷/۱۰/۲۴ |       |